# Kristineholm, Lohärad
Kristineholm är en herrgård i Lohärads socken, Norrtälje kommun, vid sjön Erken. Herrgården kallades tidigare Östersätra.[källa behövs]
Huvudbyggnaden och två flyglar är av trä med brutet tak. Kristineholm är känt sedan 1600-talet och har tillhört bland annat ätterna Taube och Oxenstierna. Från 1927 tillhörde gården innehavaren av Hargs fideikommiss inom släkten Beck-Friis.